# Lelkendorf
Lelkendorf es un municipio situado en el distrito de Rostock, en el estado federado de Mecklemburgo-Pomerania Occidental (Alemania), a una altura de 20 metros. Su población a finales de 2016 era de 500 habs. y su densidad poblacional, 15 hab/km².
Se encuentra junto a la frontera con el distrito de Llanura Lacustre Mecklemburguesa.